# 高合汽車
高合（英語：HiPhi）是中國交通科技公司華人運通旗下的高端電動汽車品牌，於2019年在上海創立，定位豪華電動車市場。2024年2月18日，高合宣佈停工停產6個月。

## 名稱由來
在2021年世界互聯網大會上，高合汽車創始人丁磊談到公司成立的背景时表示，他创立高合汽車的初衷是「融合与创新」，即「高度融合」，因此以「高合」作為品牌名稱。

## 历史

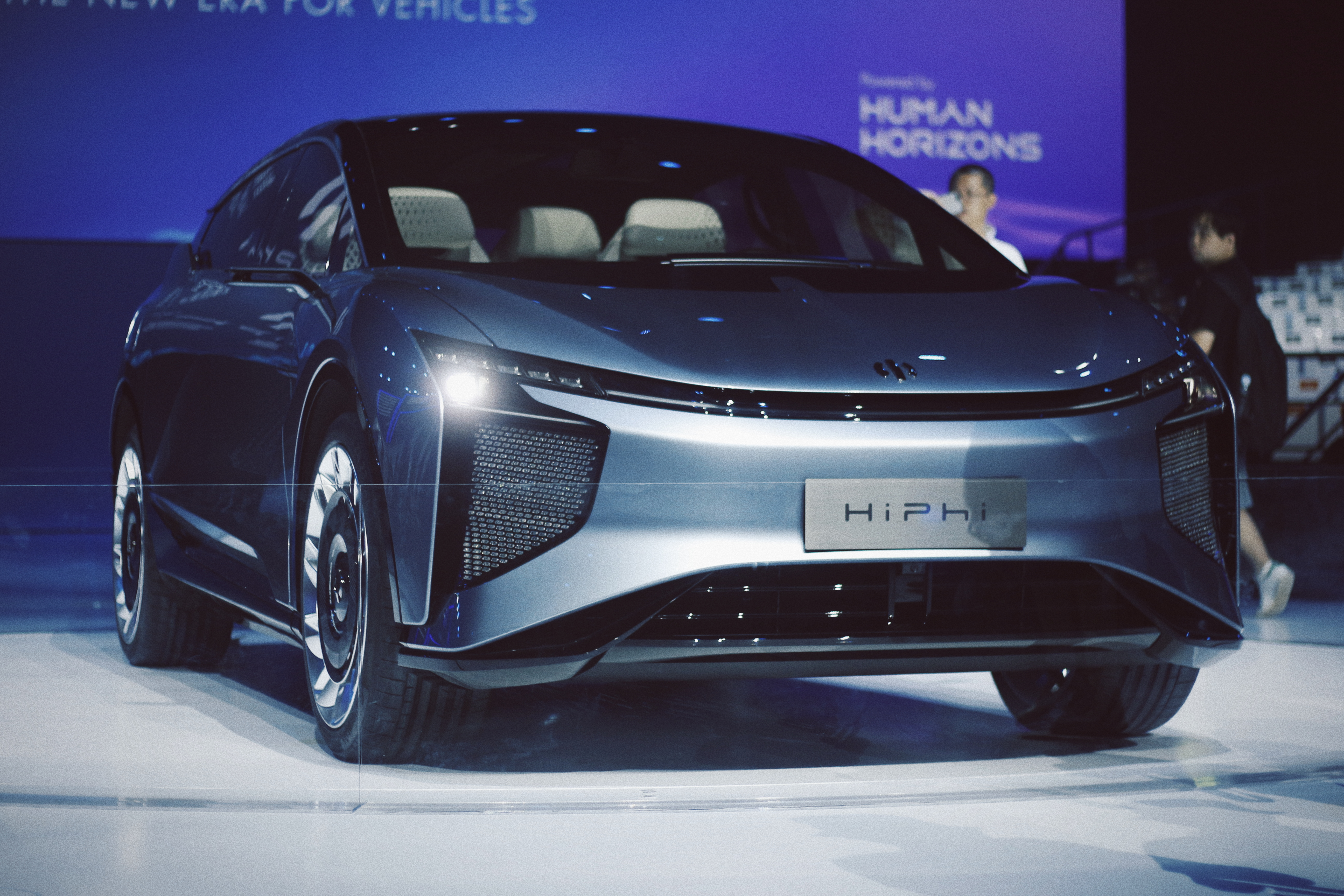
高合首款车型HiPhi X的原型车HiPhi 1

曾在上汽集团及其合资企业工作多年，历任上海通用汽车总经理、上汽集团副总裁、上海浦东新区副区长、乐视超级汽车联合创始人的丁磊，于2017年8月创立华人运通，开展智能交通、智慧城市、智能汽车等领域研发。此后，华人运通从多个传统车企招揽高管，并与江苏悦达集团成立合资公司，在新能源汽车生产制造领域开展合作。2018年10月，华人运通发布两款概念车型（Concept A、Concept H）和一款四轮转向轮毂电机工程车（HOV-RE05）。
2019年6月，华人运通、悦达集团和东风悦达起亚达成新能源汽车生产制造、供应链等领域的合作协议。根据协议，东风悦达起亚位于江苏盐城的第一工厂将长期租赁予华人运通，既可解决前者产能闲置问题，后者亦能通过该工厂获得新能源汽车生产资质。
2019年7月31日，华人运通发布了旗下智能纯电汽车品牌高合HiPhi，并推出首款车型HiPhi 1。
2020年9月，高合在北京车展发布基于HiPhi 1的量产车型HiPhi X，并开启预售。2021年，高合汽车首批10家门店“高合中心”开始营业。同年5月，HiPhi X开始批量交付。同年11月，高合发布第二款车型HiPhi Z。
2022年，华人运通宣布将在青岛设立中国总部及研发技术中心。该年8月，高合接盘北汽新能源在青岛莱西已停产的生产基地。
2023年，高合宣布开启海外战略，首先进入德国和挪威市场。同年9月，高合在慕尼黑开设首个海外体验中心。高合随后在奥斯陆和澳门开设了体验中心。2023年11月，高合与Apollo跑车母公司签署协议，计划输出自身技术予Apollo跑车。
2024年2月18日，高合宣佈停工停產6個月。同年5月，有媒体报道称高合获得美国公司iAuto Group Inc.的支持，即将复工复产。

## 车型

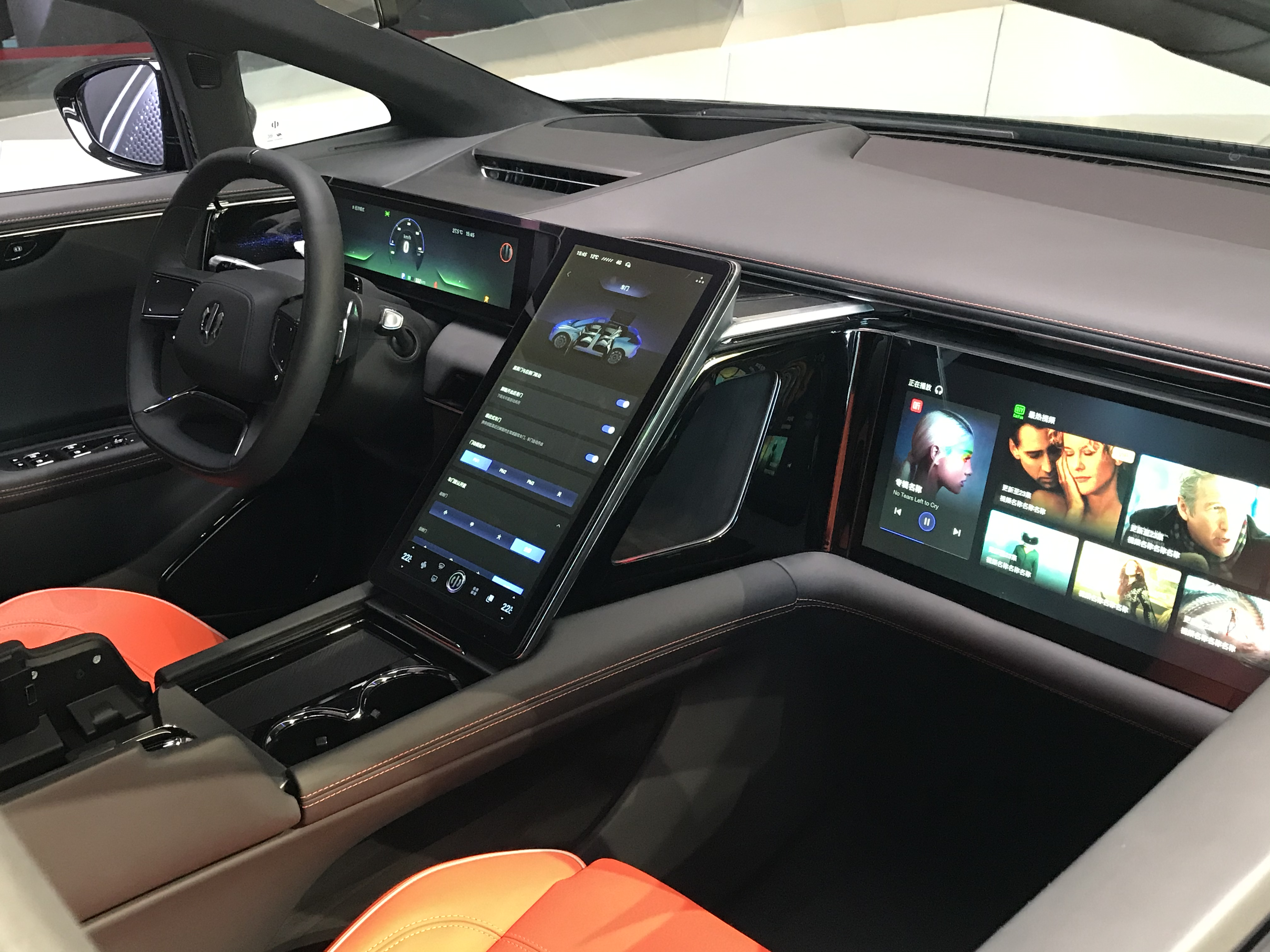
HiPhi X的内饰

高合汽车停产前的大部分车型在拥有悦达起亚资质的盐城工厂生产；部分车型由原北汽新能源莱西工厂生产白车身后，运至盐城工厂总装。
- HiPhi X（英语：HiPhi X）：全尺寸豪华SUV
- HiPhi Z（英语：HiPhi Z）：高性能豪华跑车
- HiPhi Y（英语：HiPhi Y）：中型SUV
- HiPhi A：基于HiPhi Z的限量版豪华跑车

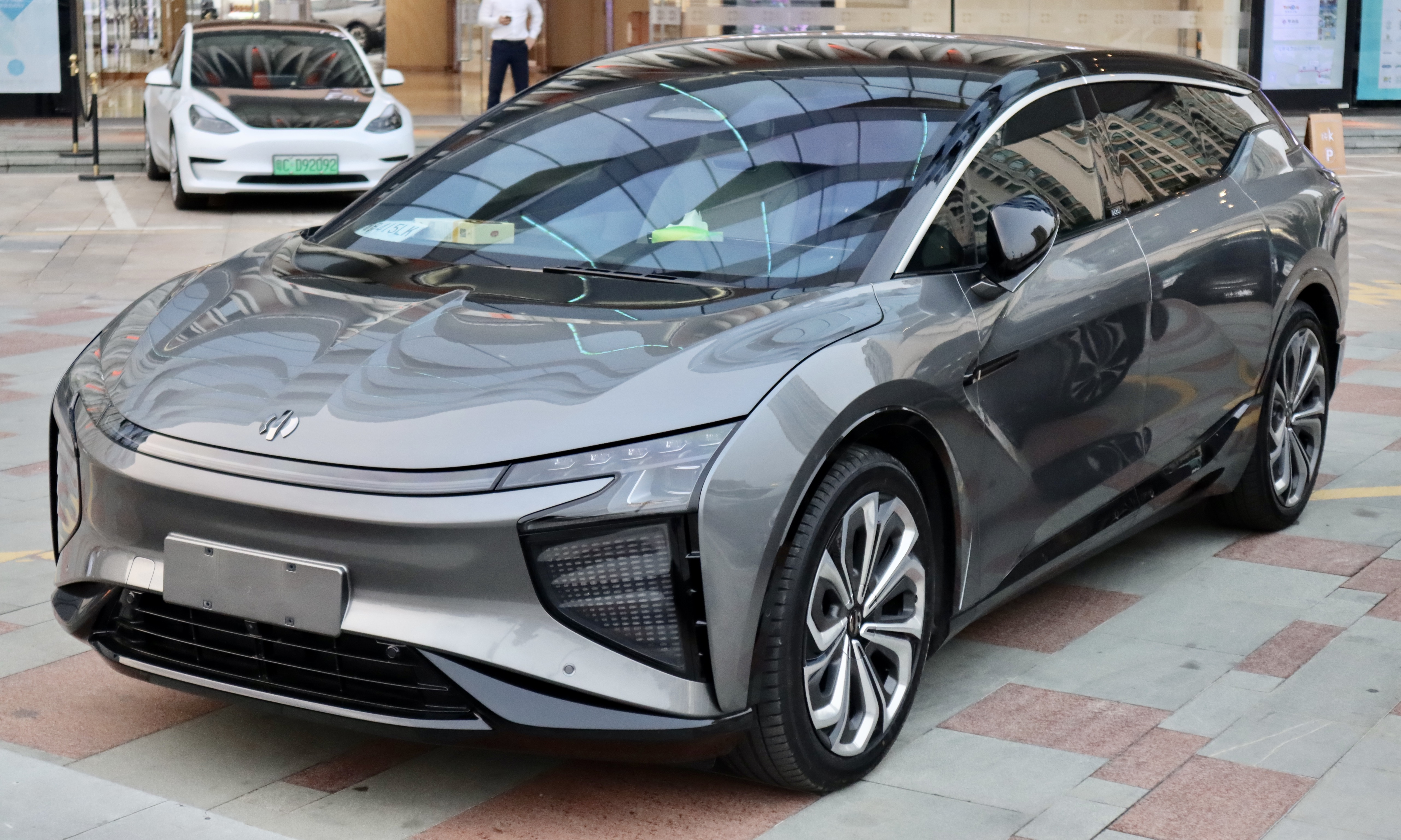
HiPhi X
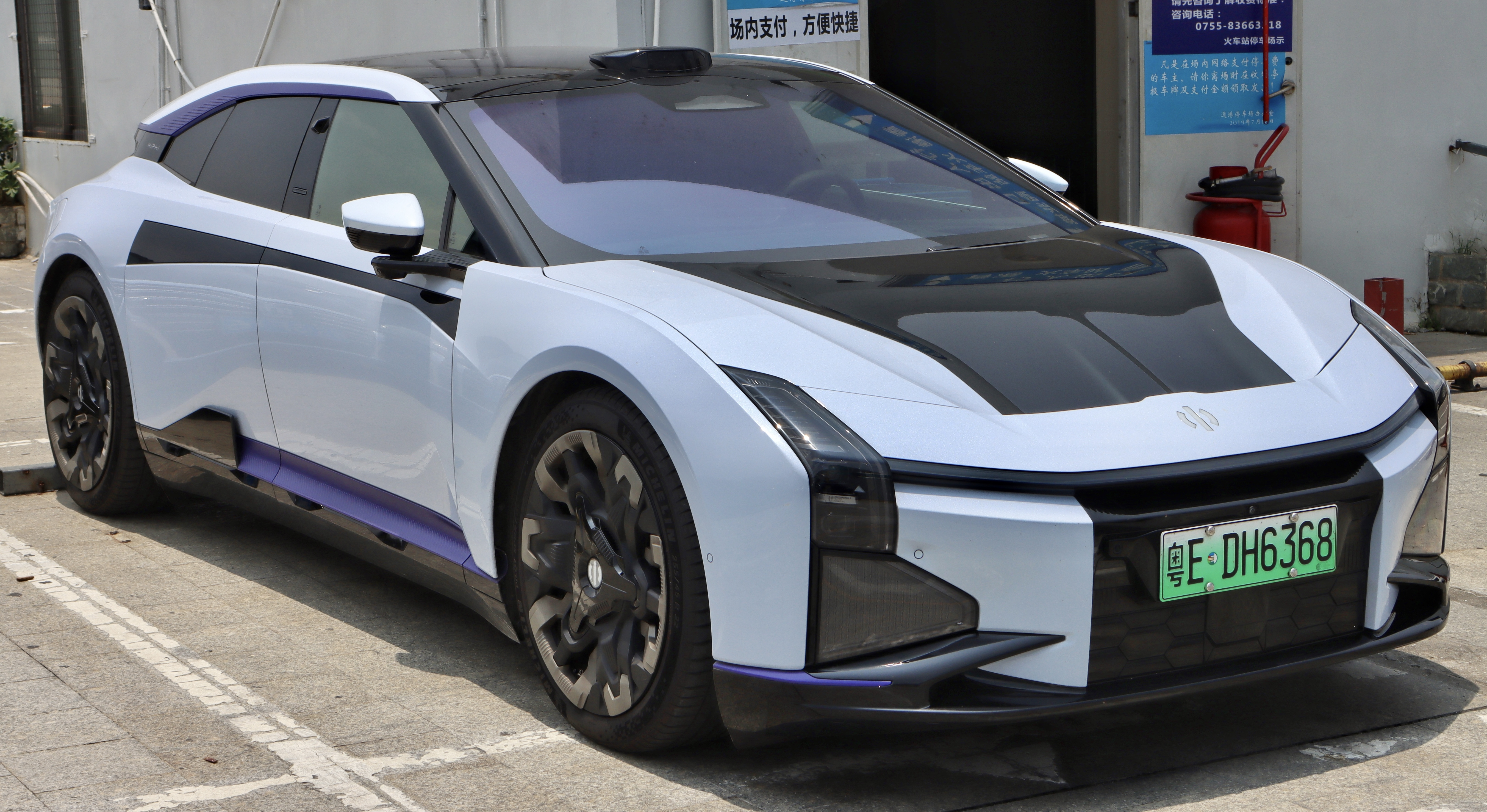
HiPhi Z
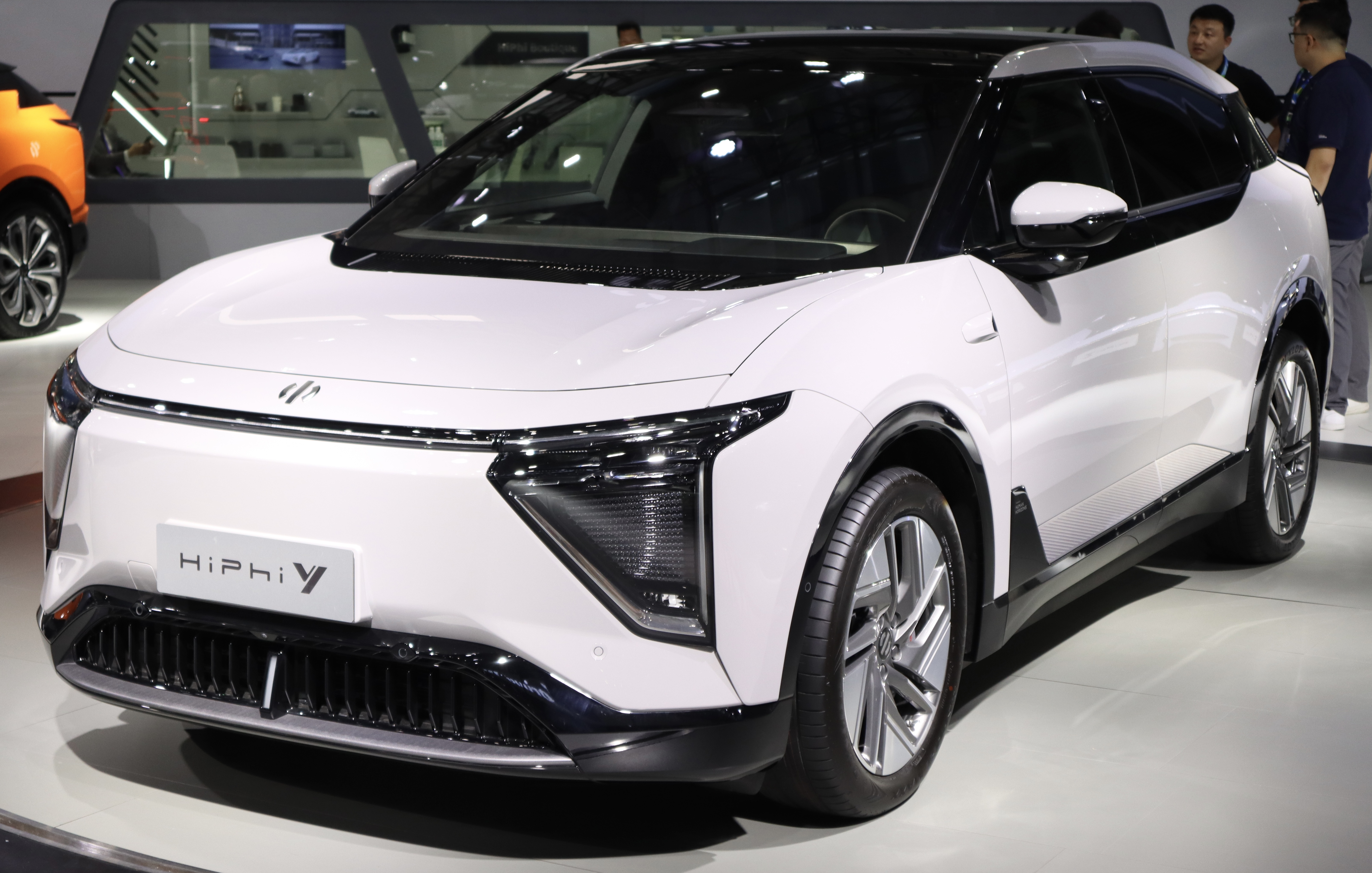
HiPhi Y
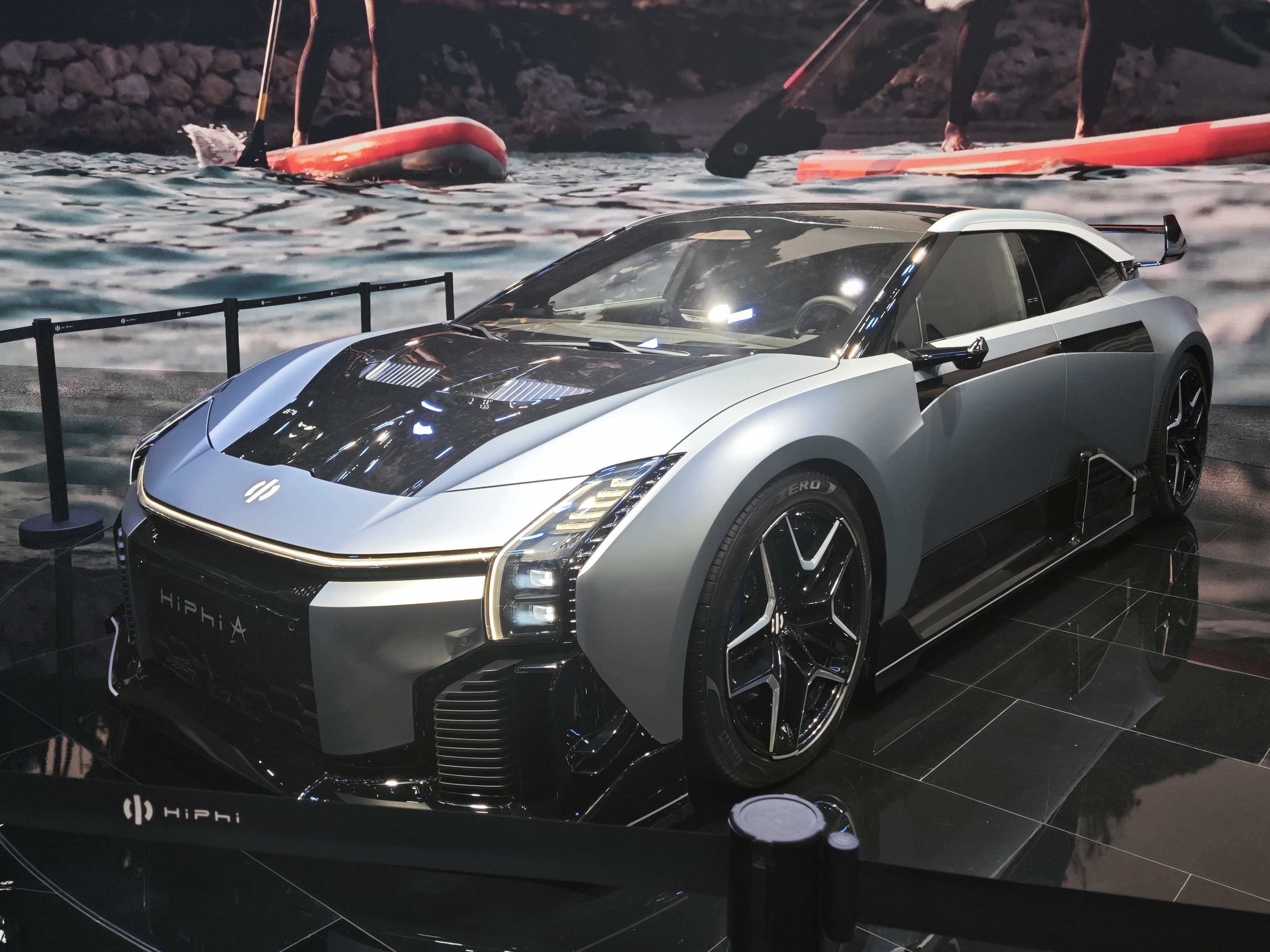
HiPhi A

## 争议

### 经营危机

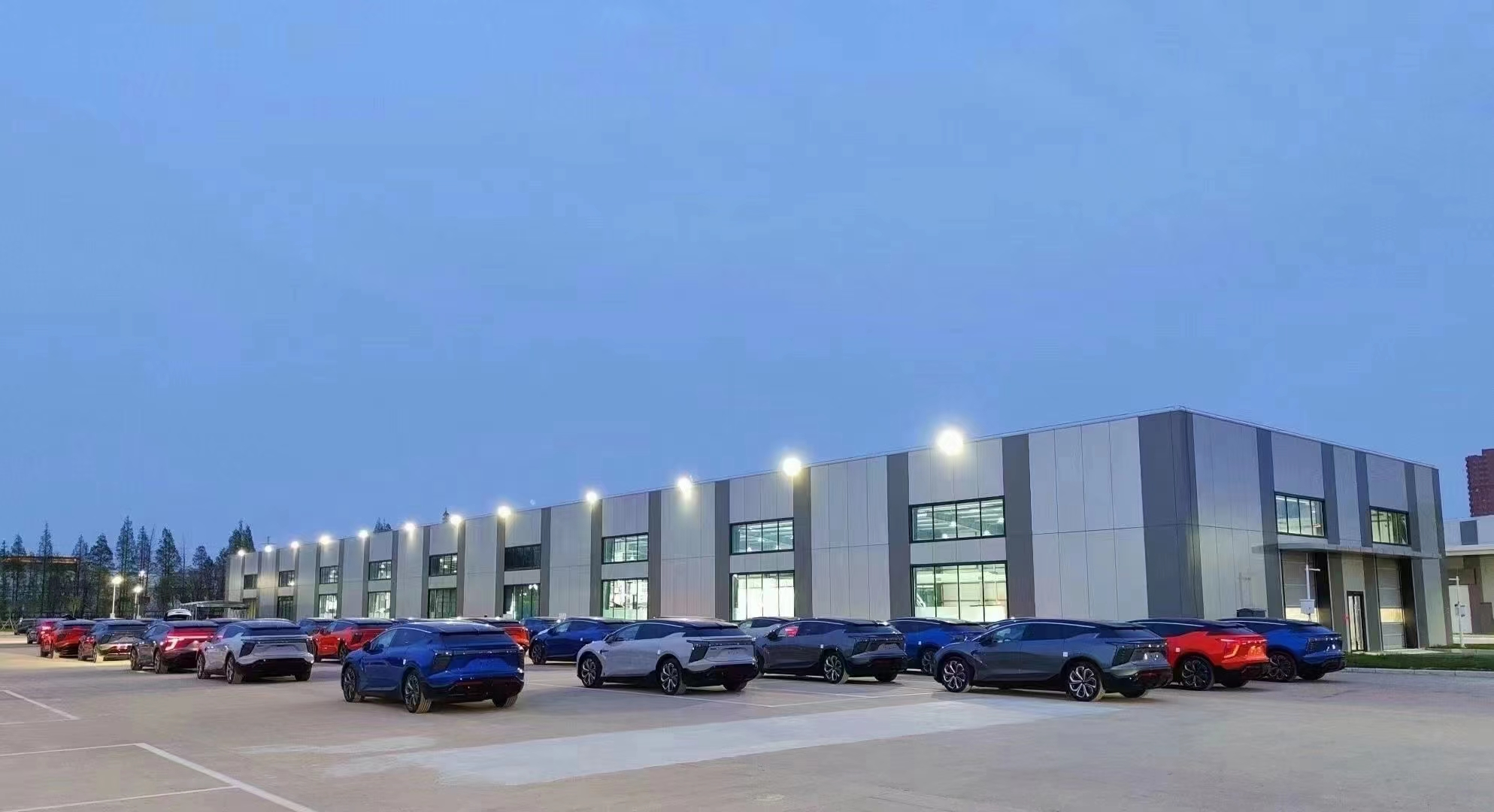
高合在盐城的工厂

高合汽车成立之时便主攻豪华市场，曾长期是唯一一家产品售价在60万-80万元人民币区间的“新势力”品牌。但因高端定位和高昂售价导致其销量较少，品牌知名度相对较低。2021和2022年，高合汽车年累计销量分别为4,237辆和4,349辆。2023年7月，高合推出了中型SUV HiPhi Y，将价格下探至30万-40万元区间，希望通过这款“走量”车型带动销量，但发售前三月的月销量均不足2,000辆，未及外界预期。
2023年10月，社交媒体有认证为高合员工的网友爆料称，高合开始大规模裁员，比例高达20%，个别部门裁员达到50%。高合汽车对此回应称消息不实，相关情况系正常人事流动。2024年1月初，社交媒体有贴文贴出疑似来自高合供应商的消息，称“高合所有工作暂停，包括停止发货、停止新项目开发，做好起诉准备工作”；高合汽车对此辟谣称公司运营一切正常。但网上仍出现高合汽车门店大规模关闭、供应商停止供货、员工福利被取消等负面信息。此外，华人运通与沙特阿拉伯投资部在2023年6月签署了一项价值210亿沙特里亚尔的协议，将成立从事汽车研发、制造与销售的合资企业；亦有消息称沙特公共投资基金计划投资华人运通。但相关新闻并无下文，外界猜测中东资金并未到位。
2024年2月7日，高合召开员工大会，宣布公司无法按时发放1月工资、取消2023年年终奖，更建议员工自寻出路。高合汽车对此回应称，公司正采取如高管降薪、缓发工资等措施，以应对内外部的挑战。
2024年2月18日，即春节假期后首个工作日，高合汽车再召开内部大会，宣布即日起停工停产6个月。媒体引述内部员工报道称，2月18日之前的员工工资将照常发放，3月15日之前还留在高合汽车的员工仅发放工资的70%，3月15日之后仅按当地最低工资标准发放；员工无法正常刷卡进入上海浦江的总部和江苏镇江的工厂，工厂的大批外包员工亦被遣散。高合汽车仅简短回应传媒查询时指停工及降薪均不属实；《财新》报道称，有地方政府股东要求高合汽车暂时不对外部透露停工信息。
2024年2月22日，高合汽车董事长丁磊现身上海总部，与部分留守员工交流，为战略误判导致公司停工停产向员工致歉，并称将争取重组合作等方式“救活”公司。高合同日发表声明，承认公司日常运营作出了较大调整，目前正全力采取各种纾困举措。高合汽车称将优先、竭力保障用户的服务运营、车辆的售后维保等工作，并联合悦达集团旗下子公司提供车辆售后服务；同时协调资源维持高合车辆的售后服务、车联网相关功能维护，以及高合App车控功能、社区版块的使用。惟充电相关业务、周边商城等暂时停止服务。
高合宣布停工停产后，旗下直营门店大量关闭，部分经销商加盟门店虽有营业但也仅限于销售库存车辆；高合的视频账号亦改为直播带货，以筹集维持售后服务所需资金。有春节前订车的准车主因工厂停工，无车可获交付，但高合方面无力退还购车订金；亦有员工称一直未收到1-2月工资。
有媒体报道称，高合于2024年5月16日获得iAuto Group Inc的10亿美元融资，母公司华人运通亦与iAuto签署了全面战略合作协议，高合汽车有望在近期复工复产。根据公开资料，iAuto的实际控制人为正道集团主席、华晨汽车集团创始人仰融。
2024年5月，高合母公司华人运通控股（上海）有限公司被列入失信被执行人，丁磊被多次限制高消费；华人运通的多个关联公司亦被列入经营异常名录。同年8月8日，盐城经济开发区人民法院受理华人运通（江苏）技术有限公司提出的破产预重整申请。至当月月末，华人运通及其关联公司的账面负债高达157.81亿人民币。
2024年8月19日，即此前开始停工停产的半年后，高合宣布开始逐步恢复售后服务中心及合作网点的配件供应，并授权悦达旗下公司采购高合汽车零部件以支持售后服务。
2025年5月，华人运通与黎巴嫩新能源汽车公司EV Electra成立江苏高合汽车有限公司，后者出资1亿美元，其创始人Jihad Mohammad担任新公司法定代表人。有消息称，在黎巴嫩资本进入后，高合汽车准备复工复产。

### 隐私疑虑
2022年5月，有博主发帖称高合汽车内置行车记录仪可通过“车车互联”功能，接收其他车主的车辆信号，读取其行车记录仪内容，引发大众对侵犯用户隐私的疑虑。高合回应称该功能默认关闭，无法远程启用，且需用户二次确认方可开启。不久后高合将该功能下线。
2024年4月，社交媒体流传一张高合车内摄像头拍摄到的车主不雅照，引发网民质疑高合汽车后台泄露车主隐私。高合汽车回应称纯属造谣，指后台无法调取摄像头本地影像。